# Відкритий чемпіонат Австралії з тенісу 2017
Відкритий чемпіонат Австралії з тенісу 2017 — тенісний турнір, що проходив між 16 та 29 січня 2017 року на кортах Мельбурн-Парку в Мельбурні, Австралія. Це — 105-й чемпіонат Австралії з тенісу і перший турнір Великого шолома в 2017 році.

## Основні події
B одиночному розряді переможцями стали Серена Вільямс у жінок та Роджер Федерер у чоловіків. Для Серени це 23-я перемога в турнірах Великого шолома, для Роджера — 18-а. Вільямс повернулася на перший рядок світового рейтингу.
Серед українців успіху добилася лише 14-річна Марта Костюк, яка виграла змагання юніорок в одиночному розряді.

## Переможці та фіналісти

### Одиночний розряд. Чоловіки
- Роджер Федерер переміг  Рафаеля Надаля, 6–4, 3–6, 6–1, 3–6, 6–3

### Одиночний розряд. Жінки
- Серена Вільямс перемогла  Вінус Вільямс, 6–4, 6–4

### Парний розряд. Чоловіки
- Генрі Контінен /  Джон Пірс перемогли пару  Боб Браян /  Майк Браян, 7–5, 7–5

### Парний розряд. Жінки
- Бетані Маттек-Сендс /  Луціє Шафарова перемогли пару  Андреа Главачкова /  Пен Шуай, 6–7(4–7), 6–3, 6–3

### Мікст
- Абігейл Спірс /  Хуан Себастьян Кабаль перемогли пару  Саня Мірза /  Іван Додіг, 6–2, 6–4

### Юніори

#### Хлопці. Одиночний розряд
- Жомбор Пірош переміг  Їшаї Олієля, 4–6, 6–4, 6–3

#### Дівчата. Одиночний розряд
- Марта Костюк перемогла  Ребеку Масарову, 7–5, 1–6, 6–4

#### Хлопці. Парний розряд
- Су Юсьоу /  Чжао Лінсі перемогли пару  Фінн Рейнолдс /  Дуарте Вале, 6–7(8–10), 6–4, [10–5]

#### Дівчата. Парний розряд
- Б'янка Андрееску /  Карсон Бренстайн перемогли пару  Майя Хвалінська /  Іга Швйонтек, 6–1, 7–6(7–4)